# Cànon digital
El cànon digital o cànon per còpia privada neix com una taxa amb la qual es vol compensar els autors, editors i distribuïdors pel dret a la còpia privada, que reconeix el dret dels ciutadans a reproduir una obra protegida per la propietat intel·lectual per a ús personal i privat. A la majoria dels països membres de la Unió Europea existeix algun tipus de cànon digital (tots excepte el Regne Unit, Irlanda, Xipre, Luxemburg, i Malta), i el Canadà.
La legislació espanyola ho contempla per primera vegada en la Llei 22/1987, de l'11 de novembre, de Propietat Intel·lectual, i es va recollir de manera més expressa en l'article 25 del text refós de la Llei de Propietat Intel·lectual espanyola (Reial decret Legislatiu 1/1996, del 12 d'abril. També està vigent al Paraguai, a través d'una llei del 1998 que va ser reglamentada el 2011, i a Perú, mitjançant una llei del 2003 reglamentada el juliol del 2004, i a l'Argentina es va discutir el 2011 un projecte per imposar un gravamen (anomenat "dret de remuneració"), que afectaria a dispositius d'emmagatzematge i reproducció digital, però el projecte va rebre un fort rebuig a les xarxes socials i no ha prosperat. El 2010 va sorgir un projecte a Mèxic, que va ser retirat i a Xile es discuteix des del 2004 sobre la possibilitat d'implementar el cànon.

## Evolució del cànon digital a Espanya
El 1996 les entitats de gestió de drets d'autor comencen a exercir el cobrament del cànon digital. i el setembre del 2003 s'aprova el primer cànon digital, que s'aplica als CDs i DVDs verges, gràcies a un acord entre la patronal ASIMELEC i les entitats de gestió de drets d'autor. La SGAE va passar a facturar un 12% més entre els anys 2003 i 2005, quan la seva facturació es va situar en 300 milions d'euros. ASIMELEC es queixa de la desaparició de petites empreses del sector i de l'augment de les compres d'aquests suports a través d'Internet en altres països on resulten més econòmics.
El juliol del 2005 hi ha la primera sentència judicial contra el cànon dels CDs y DVDs verges: Un jutge d'Alcalá d'Henares considera que els suports digitals no han d'estar sotmesos a la remuneració compensatòria si no es prova que només estan destinats a la còpia privada de material protegit. Després d'aquest procés se'n produiran d'altres en el mateix sentit, com el d'octubre del 2006, en el qual l'Audiència Provincial de Màlaga va obligar a una botiga a retornar-li els 0,19 euros del cànon a un demandant que va comprar un CD.
El juliol del 2006 s'aprova la nova Llei de Propietat Intel·lectual on es recull la decisió d'ampliar el cànon a nous suports que permetin la duplicació i reproducció de les obres protegides. La llei s'aprova per unanimitat parlamentària. i el setembre els representants de la indústria tecnològica i electrònica, i les entitats de gestió de drets d'autor es reuneixen per negociar les taxes dels nous aparells que tindran cànon, i les quanties que s'hauran d'aplicar a cadascun. Davant la impossibilitat dels sectors involucrats de posar-se d'acord per fixar un cànon, intervenen els Ministeris d'Indústria i de Cultura. L'octubre del 2007, després de mesos de rumors i filtracions a la premsa, els Ministeris d'Indústria i Cultura fixen les quanties i els dispositius que hauran d'aplicar el cànon digital, però encara no són oficials. L'administració no vol que es coneguin fins a la seva publicació al BOE, la qual cosa representaria la seva aplicació definitiva. El 20 de juny del 2008  entren en vigor les tarifes proposades al desembre pels Ministeris de Cultura i Indústria. Això va provocar una gran polèmica, ja que aquests suports es podien fer servir habitualment per a altres fins aliens a la còpia privada de continguts protegits per la propietat intel·lectual. En general, es tractava d'una llei impopular, interpretada pels usuaris com un intent "injust" de compensar les companyies discogràfiques del perjudici que els suposa l'obtenció gratuïta d'obres artístiques sense la retribució monetària que legalment els correspon.
El maig de 2009, Rajoy promet una llei contra el cànon digital. El líder del PP diu que evitarà que es desconnecti d'Internet a qui descarregui continguts amb copyright (Llei HADOPI), malgrat l'acordat a l'Eurocambra.

### Anul·lació
El 21 d'octubre del 2010 el Tribunal de Justícia de la Unió Europea es posiciona en contra cànon digital espanyol. Segons el seu dictamen, el cànon digital és indiscriminat i no respecta el concepte de "compensació equitativa" ni "el just equilibri entre els afectats", com estableix la directiva que regula la compensació per còpia privada a través del cànon. El dictamen assenyala que el cànon no pot aplicar-se a empreses i professionals que adquireixin els aparells per a altres finalitats alienes a la còpia privada. Coneguda com a sentència Padawan.
El 24 de març del 2011, l'Audiència Nacional anul·la l'Ordre Ministerial 1743/2008 que regulava el cànon digital des del 2008. La Sala de lo Contenciós-Administratiu estableix que l'ordre que el regulava era un reglament i que per tant, la seva aprovació requeria uns determinats tràmits referents a memòries justificatives i econòmiques i un dictamen del Consell d'Estat que no es van dur a terme. Aquesta sentència arribar després de la petició del Tribunal de Justícia de la UE de canviar aquesta tassa. El 12 de juliol del 2011 Congrés dels Diputats anul·la oficialment el cànon digital en votar favorablement una proposició no de llei que insta al Govern a la supressió del polèmic gravamen sobre suports i equips susceptibles d'emmagatzemar i copiar arxius subjectes a drets d'autor i a substituir-lo per una altra fórmula de compensació als autors i propietaris de continguts que s'ajusti més a les copies i usos realment efectuats. La proposició, presentada pel Grup Popular, va ser recolzada per tots els grups (inclòs el socialista) amb 331 vots a favor i dues abstencions.
El 31 de desembre del 2011, el cànon és derogat definitivament pel nou govern del Partit Popular. La idea del nou govern és oferir a les entitats de gestió dels drets d'autor una partida pressupostària. D'aquesta manera, les entitats de gestió perden control sobre la còpia privada, ja que serà el Govern qui determinarà la quantitat que els correspongui.

### El nou cànon
El 7 de desembre del 2012 s'aprova el nou Cànon Digital segons el qual, el que es deixi de cobrar per les còpies privades es remunerarà "a exercici vençut", mitjançant una partida dels Pressupostos Generals de l'Estat. El nou Decret de José Ignacio Wert Ortega estableix que no es poden reclamar de forma retroactiva el cànon digital ja recaptats, contràriament a la sentència de la Unió Europea que especificava que s'havia de retornar els diners recaptats a les empreses de manera errònia. Pel que fa a les obres protegides, el R.D. 1657/2012 manté àudio i vídeo, afegeix el llibre i queden exempts els programes d'ordinador.
El 22 de març del 2013, es va aprovar l'avantprojecte de l'anomenada Llei Lasalle, la reforma parcial de l'actual Llei de Propietat Intel·lectual (LPI). La nova normativa reformula el dret a la còpia privada, estableix noves proteccions en relació al dret a la propietat intel·lectual i mecanismes de control sobre les entitats de gestió de drets d'autor, amb l'objectiu de dotar-les d'una major transparència. La Llei Lasalle inclou l'obligació de realitzar auditories del funcionament d'aquestes societats i estableix escales diferenciades per a les sancions econòmiques en cas d'infracció. També acota el concepte de còpia privada, establint que estaran permeses aquelles còpies que es facin d'un suport original, sempre que aquest producte hagi estat comprat per l'usuari, deixant fora les còpies d'obres llogades o prestades.
Amb l'aprovació de l'avantprojecte en el Consell de Ministres s'obre un període de debat amb les entitats de gestió i les comunitats autònomes.
El 3 d'abril del 2013 el Tribunal Suprem desestima el recurs que la SGAE i altres entitats de gestió dels drets d'autor havien interposat davant la sentència de l'Audiència Nacional del 2011. Finalment, el tribunal suprem declara inaplicable el sistema amb càrrec als pressupostos Generales perquè la compensació por la copia privada es financi entre tots els ciutadans.